# Jesmyn Ward
Jesmyn Ward (Berkeley, 1977. április 1. –) amerikai regényíró, a Tulane Egyetem angol professzora, ahol Andrew W. Mellon bölcsészprofesszori címet kapott. Elnyerte a 2011-es National Book Award for Fiction Awardot második regényéért, a Salvage the Bones-ért, és elnyerte a National Book Award for Fiction díjat 2017-ben Sing, Unburied, Sing című regényéért. 2012-ben Alex-díjat is kapott a családi szeretetről és a közösségről szóló történetéért a Katrina hurrikánnal szemben. Ő az egyetlen nő és egyetlen afroamerikai, aki kétszer nyerte el a National Book Award for Fiction díjat. Ward első három regénye mississippi "Bois Sauvage" fiktív városában játszódik. Negyedik regényében, a Let Us Descend címűben a főszereplő Annis talán egy korábbi Bois Sauvage-ban lakik, amikor a karolinai partvidékről bilincsbe verve elhurcolják, és egy New Orleans melletti Mississippi cukorültetvényen dolgoztatják.

## Fiatalkora és tanulmányai
Jesmyn Ward 1977-ben született a kaliforniai Berkeleyben. Három évesen családjával a Mississippi állambeli DeLisle-be költözött. Szeretet-gyűlölet kapcsolat alakult ki szülővárosával, miután osztálytársai zaklatták mind az állami iskolában, mind pedig egy magániskolába járva, amelyet anyja munkaadója fizetett.
Családjában elsőként járt főiskolára, angol nyelv és irodalom BA fokozatot szerzett 1999-ben, 2000-ben pedig M.A. diplomát szerzett médiatudományból és kommunikációból, mindkettőt a Stanford Egyetemen. Ward azért döntött úgy, hogy író lesz, hogy öccse emlékét tisztelje, akit egy ittas sofőr ölt meg 2000 októberében, közvetlenül azután, hogy Ward megszerezte a mesterképzését. A felelős sofőrt nem vádolták testvére haláláért, csak azért, mert elhagyta a baleset helyszínét.
2005-ben Ward MFA-t (művészeti mesterfokozat) kapott kreatív írásból a Michigani Egyetemen. Nem sokkal később ő és családja a Katrina hurrikán kárvallottai lettek. Mivel a deLisle-i házukat gyorsan elöntötte az ár, a Ward család elindult autóval, hogy eljusson egy helyi templomba, de végül egy traktorokkal teli mezőn rekedtek. Amikor a földtulajdonosok végül ellenőrizték vagyonukat, nem voltak hajlandók meghívni az egyházközségeket otthonukba, azt állítva, hogy túlzsúfoltak. A fáradt és traumatizált család végül egy másik családtól kapott menedéket az úton.
Ward a New Orleans-i Egyetemen dolgozott, ahol napi ingázása a hurrikán által sújtott városrészeken vitte keresztül. A túlélők küzdelmét átérezve és saját, a viharban szerzett tapasztalataival megbékélve Ward három évig képtelen volt kreatívan írni – ez az idő kellett ahhoz, hogy kiadót találjon első regényéhez, a Where the Line Bleeds-hez.

## Pályafutása
2008-ban, amikor Ward úgy döntött, hogy felhagy az írással, és beiratkozik egy ápolónői programba, Doug Seibold elfogadta az Agate Publishing-nél Where the Line Bleeds című regényét. A regényt az Essence magazin a könyvklub válogatásába (Book Club Selection) választotta, és 2009-ben megkapta az American Library Association Black Caucus kitüntetését. Bekerült a Virginia Commonwealth University Cabell First Novelist Award-jára és a Hurston-Wright Legacy Award-ra. Attól a naptól kezdődően, amikor Joshua és Christophe DeLisle ikerfőszereplők befejezik a középiskolát, ahol a Where the Line Bleeds követi a testvéreket, miközben döntéseik ellentétes irányba sodorják őket. Az ikrek nem voltak hajlandók elhagyni az Öböl-parti kis vidéki várost, ahol szerető nagymamájuk nevelte őket, ezért az ikrek nehezen találnak munkát. Joshua végül kikötői tiszt lesz, Christophe pedig kábítószer-kereskedő unokatestvéréhez csatlakozik. A Publishers Weekly egy főszereplős ismertetőjében Wardot "egy új hangnak nevezte az amerikai irodalomban", aki "rendíthetetlenül írja le a kétségbeeséssel teli, de reménytől sem mentes világot."
Második regényében, a Salvage the Bones-ban (A csontok megmaradnak) Ward ismét rávilágít az Öböl partján felnövő szegény fekete testvérek közötti zsigeri kötelékre. A várandós tinédzser Esch Batiste, három bátyja és apjuk életét a Katrina hurrikán, a vihar napját megelőző 10 nap alatt és az azt követő napon. Ward élénk nyelvezetet használ. metaforák a szerelem, a barátság, a szenvedély és a gyengédség alapvető aspektusainak megvilágítására. Ward elmondta Elizabeth Hoovernek, a The Paris Review-tól: „Dühít, hogy a fehér amerikai írók munkái univerzálisak lehetnek, és igényt tarthatnak a klasszikus szövegekre, míg a fekete és női szerzőket „másként” gettóba zárják. Esch-t ehhez a klasszikus szöveghez akartam igazítani, Médeia, az antihős egyetemes alakjához, hogy ezt a hagyományt nyugati irodalmi örökségem részeként állítsam. Az általam írt történetek sajátos közösségemre és népemre vonatkoznak, ami azt jelenti, hogy a részletek a mi körülményeinkre jellemzőek, de a túlélő, a vad nagyobb története lényegében egyetemes, emberi történet."
2011. november 16-án Ward elnyerte a National Book Award for Fiction-t a Salvage the Bonesért. Ed Lavandera, a CNN-nél 2011. november 16-án készített interjút, és azt mondta, hogy jelölése és győzelme is meglepetést okozott, mivel a regényt a mainstream bírálók nagyrészt figyelmen kívül hagyták. "Amikor hallom az embereket, akik arról beszélnek, hogy azt hiszik, hogy egy poszt-faji Amerikában élünk, felkapom a fejem, mert nem ismerem azt a helyet. Soha nem laktam ott. … Ha egy napon … kézbe tudják venni a munkámat, elolvassák, és emberi lénynek látják … a könyveim szereplőit, és együtt tudnak érezni velük, akkor úgy gondolom, hogy ez politikai tett” – nyilatkozta Ward a BBC News-tól Anna Bressaninnak adott televíziós interjújában. 2011. december 22-én.
Ward 2012. január 23-án Alex-díjat kapott a Salvage the Bonesért. Az Alex-díjakat a Young Adult Library Services Association minden évben tíz, felnőtteknek írt könyvnek ítéli oda, amelyek erős visszhangot keltenek a 12–18 éves fiatalok körében. Angela Carstensen, a School Library Journalban a nyertes könyvekről kommentálva, az Alex-díj bizottság egykori elnöke, a Salvage the Bones-t egy regénynek nevezte, amelynek "kicsi, de intenzív követése van – minden olvasó átadta a könyvet egy barátjának."
Ward a tulane-i kinevezése előtt a kreatív írás adjunktusa volt a Dél-Alabamai Egyetemen. 2008 és 2010 között Ward Stegner ösztöndíjas volt a Stanford Egyetemen. A 2010–2011-es tanévben John és Renée Grisham íróként dolgozott a Mississippi Egyetemen. Ward 2014 őszén csatlakozott a tulane-i karhoz. 2013-ban kiadta Men We Reaped című memoárját. 2017-ben MacArthur „zseniális ösztöndíjat” kapott a John D. és Catherine T. MacArthur Alapítványtól. Ugyanebben az évben megkapta a második Nemzeti Könyvdíjat harmadik regényéért, a Sing, Unburied, Sing-ért, így ő lett az első nő, aki két Nemzeti Könyvdíjat nyert szépirodalmiért. A regény Anisfield-Wolf Könyvdíjat is nyert.
2011 júliusában Ward azt írta, hogy befejezte harmadik könyvének első piszkozatát, és ezt nevezte a legnehezebb dolognak, amit valaha írt. 2013-ban jelent meg a Men We Reaped című emlékirat. A könyv testvére és négy másik fekete fiatal férfi életét tárja fel, akik a szülővárosában vesztették életüket.
2016 augusztusában a Simon & Schuster kiadta a The Fire This Time: A New Generation Speaks about Race című könyvet, amelyet Ward szerkesztett. A könyv kiindulópontja James Baldwin The Fire Next Time című könyve, az 1963-as klasszikus amerikai faji vizsgálata. A The Fire This Time közreműködői ezúttal többek között Carol Anderson, Jericho Brown, Garnett Cadogan, Edwidge Danticat, Rachel Kaadzi Ghansah, Mitchell S. Jackson, Honoree Jeffers, Kima Jones, Kiese Laymon, Daniel José Older, Emily Raboteau, Claudia Rankine, Clint Smith, Natasha Trethewey, Wendy S. Walters, Isabel Wilkerson, Kevin Young és maga Jesmyn Ward.
Harmadik regénye, a Sing, Unburied, Sing (Hallgasd a holtak énekét!) 2017-ben jelent meg, és számos kimerítő kritikát kapott, és 2017-ben elnyerte a National Book Award-ot a szépirodalomért. A Ward fiktív Mississippi városában, Bois Sauvage-ben játszódó regény három szemszögből meséli el a történetet, főként egy vidéki családon belül. Jojo, egy fiatal afro-amerikai fiú, a gyermekkortól a felnőttkorig érlelődik. Édesanyja, Leonie szenvedélybetegséggel és a gyermeknevelés kihívásaival küzd. Végül Richie, a Mississippi állam büntetés-végrehajtási intézetének tétlen szelleme kísérti Jojót, és könyörög a családjának, hogy segítsenek neki megtalálni a lezárást.
2018-ban Ward közreműködött a Men We Reaped prológusával a Xavier Review (38. kötet, 2. szám) különkiadásában, amely Thomas Bonner, Jr. előszavát és Robin G. Vander (a kötet mindkét szerkesztője) utószavát tartalmazza, egy kronológiát, és tizenöt esszét tudósoktól, köztük Trudier Harristól és Keith Cartwrighttól. Akkoriban ez volt az első könyv terjedelmű kiadvány Wardról.
Ward a Margaret Busby által szerkesztett New Daughters of Africa 2019-es antológiájának munkatársa.
2020-ban a Simon & Schuster kiadta Ward Navigate Your Stars című művét, amely a szerzőnek a Tulane egyetem 2018-as diplomaosztóján elmondott beszédéből készült.
A 2020. szeptemberi számban jelent meg Ward személyes esszéje, „On Witness and Respair: A Personal Tragedy Followed by Pandemic” címmel, amely férje haláláról, gyászáról, a terjedő Covid-19-járványról és az újjáéledő Black Lives Matter mozgalomról szól. Vanity Fair, vendégszerkesztő: Ta-Nehisi Coates.
Az Egyesült Államok Kongresszusi Könyvtára 2022-ben Wardot választotta a Könyvtár amerikai szépirodalmi díja (Library's Prize for American Fiction) nyertesének. 45 évesen Ward a legfiatalabb, aki megkapta a Könyvtár szépirodalmi díját élete során végzett munkájáért.

## Magánélete
Ward Mississippiben él, és két gyermeke van. Férje, Brandon R. Miller 2020 januárjában halt meg akut légúti distressz szindróma következtében, 33 évesen. Ward a Vanity Fair egyik cikkében írt a haláláról.

## Díjai
- A 2011-es National Book Award győztes (Salvage the Bones)[24]
- A 2013-as National Book Critics Circle Award(wd) (önéletrajz) szűkített listája a Men We Reaped kategóriában[48]
- A 2017-es Nemzeti Könyvdíj nyertese (Sing, Unburied, Sing)[9]
- 2018-as Anisfield-Wolf Könyvdíj(wd) (Sing, Unburied, Sing)[36]
- 2018 Time 100(wd)[49]
- 2022. évi Kongresszusi Könyvtár amerikai szépirodalmi díja(wd)[44]

## Könyvei

### Fiction
- Where the Line Bleeds (Agate Publishing, 2008)
- Salvage the Bones (Bloomsbury Publishing(wd), 2011)
  - A csontok megmaradnak (Bois Sauvage 1.) – XXI. Század, Budapest, 2021 · ISBN 9786155955280 · Fordította: Todero Anna
- Sing, Unburied, Sing: a novel (Scribner, 2017)
  - Hallgasd a holtak énekét! (Bois Sauvage 2.)– XXI. Század, Budapest, 2018 · ISBN 9786155759642 · Fordította: Pék Zoltán
- Let Us Descend (Scribner, 2023)[50][51]
  - Most leszállunk innen – 21. Század, Budapest, 2024 · ISBN 9789635684892 · Fordította: Gy. Horváth László

### Nonfiction
- Men We Reaped (Bloomsbury Publishing, 2013)
- The Fire This Time: A New Generation Speaks About Race (Simon & Schuster, 2016)
- Navigate Your Stars (Simon & Schuster, 2020)

## További irodalom
- Clark, Christopher. "What Comes to the Surface: Storms, Bodies, and Community in Jesmyn Ward's Salvage the Bones". Mississippi Quarterly, vol. 68, no. 3–4 (Summer–Fall 2015), pp. 341–358.
- Crownshaw, Richards. "Agency and Environment in the Work of Jesmyn Ward: Response to Anna Hartnell, 'When Cars Become Churches'", Journal of American Studies, vol. 50, no. 1 (February 2016), pp. 225–230.
- Kacha, Boris. "The Rise and Return of Jesmyn Ward". New York Magazine, August 24, 2017.

## Fordítás
- Ez a szócikk részben vagy egészben  a   Jesmyn Ward című angol Wikipédia-szócikk fordításán alapul.  Az eredeti cikk szerkesztőit annak laptörténete sorolja fel. Ez a jelzés csupán a megfogalmazás eredetét és a szerzői jogokat jelzi, nem szolgál a cikkben szereplő információk forrásmegjelöléseként.